# ربابه شیخ‌الاسلام
رُبابه شیخ‌الاسلام (متولد ۱۳۲۴) متخصص اپیدمیولوژی Epidemiology  با گرایش تغذیه (Nutrition) و عضو گروه بهداشت و تغذیه فرهنگستان علوم پزشکی ایران است.
شیخ الاسلام در زمینه تغذیه جامعه فعالیت می‌کند و بعد از بازنشستگی از وزارت بهداشت سایت آموزش تغذیه به نام www.behsite.ir را با توجه به اینکه پذیرفته بود ذکات علم نشر آنست با یاری همکاری که از وزارت بهداشت با او آشنا شده بود ودل و جان به ایده های او می داد بوجود آورد .مطالعات او درخصوص مشکلات حل نشدنی کشور او را بیاد ملک‌الشعرای بهار  و شعر بیاد ماندنی" از ماست  که بر ماست" می انداخت و با عشقی که به بهزیستی و رفاه مردم کشور داشت این شعر در ذهنش بار ها تکرار می شد ، در تحقیقات میدانی می دید که حتی ساده ترین رفتار های مادران را برای بهبود تغذیه کودکانشان نمی تواند عوض کند پس چگونه می شود راه و روش و رفتار های ملتی را عوض کرد تا بالاخره دانست ما نسل اندر نسل افرادی مانند خود را برجامعه تحویل داده ایم و از یک جا تغییر باید شروع شود و بهترین جا زمانی است که هنوز مغز نیاموخته است از بدو تولد ، باید از آن موقع آموزش ها شروع شود و دوران نوزادی و شیر خوارگی بهترین آغاز است.
اخیراً فعالیتهایی را در زمینه مراقبت‌های دوران کودکی  (Early Childhood Development) به انجام می‌رساند. نتیجه تلاشها برای ساخت اپلیکیشن و سایت مهدک  (مراقبت های همه جانبه دوران کودکی )به ثمر نشست و اکنون در دسترس خانواده هاییست که کودک زیر ۵ سال دارند.

## زندگی‌نامه
ربابه شیخ الاسلام در سال ۱۳۲۴ در شهر اصفهان متولد شد. در سال ۱۳۴۲ دیپلم گرفت و در سال ۱۳۴۸ دوره دکترای داروسازی را در دانشگاه تهران به اتمام رساند. پس از یک دوره کاری در سال ۱۳۶۶ مدرک مدیریت بهداشت عمومی را از همین دانشگاه اخذ کرد. پس از آن دوره تخصصی اپیدمیولوژی با گرایش تغذیه را نیز در سال ۱۳۷۳ در دانشگاه تهران به پایان رساند.

## فعالیتها
ربابه شیخ الاسلام در طول دوره کاری خود در وزارت بهداشت  چند پژوهش  کشوری  در زمینه تغذیه جامعه به خصوص تغذیه کودکان به انجام رسانده است. بر اساس نتایج این پژوهشها او اقدام به تدوین و اجرای برنامه های ملی   نمود که منجر به حذف اختلالات ناشی از کمبود ید و کاهش سوءتغذیه کودکان  گردیده است.این دستاوردها در حوزه سلامت از افتخارات کشور در سطح بین المللی به شمار می آیند. 
شیخ الاسلام به منظور آموزش علمی تغذیه برای مخاطبین عام وبسایت آموزشی بهسایت را راه اندازی نموده است که اکنون با مجوز پایگاه خبری تخصصی از وزارت ارشاد مشغول به فعالیت است.

## جوایز و افتخارات
- دریافت جایزه اول ششمین دوره جشنواره رازی [۱۵]
- دریافت جایزه به خاطر تهیه متن و مدیریت فیلم چرخه شوم فقر
- جایزه اول جشنواره خورشید به خاطر فیلم نمک زندگی،

```
این فیلم در اجلاسی به مناسبت غلبه بر اختلالات ناشی از کمبود ید و فعالیت های کشور ها برای تولیدنمک ید داردر نیویورک نمایش داده شد و مورد تقدیرقرارگرفت. 
```

- دریافت لوح تقدیر از سازمان بهزیستی کشور بعنوان پیشکسوت کودک
- دریافت لوح زنده یاد توران میر هادی در دومین کنگره بین المللی کودکان پبش دبسنانی دانشگاه توانبخشی کشور